# San Giacomo delle Segnate
San Giacomo delle Segnate – miejscowość i gmina we Włoszech, w regionie Lombardia, w prowincji Mantua.
Według danych na rok 2004 gminę zamieszkiwały 1702 osoby, 106,4 os./km².